# ショパンの復活
ショパンの復活（ショパンのふっかつ、英：Frederic）は、ポーランドのゲーム開発会社Forever Entertainmentが開発・発売した音楽ゲームシリーズ。19世紀の音楽家であるフレデリック・ショパンが現代に蘇り、音楽の世界から創造力を奪おうと目論む人物たちと音楽で対決する物語が展開される。

## システム
システムはシリーズを通してほぼ共通している。
プレイ中の画面には7本のレーンが画面奥から手前方向に伸びており、画面手前にある4つの白鍵と3つの黒鍵につながっている。奥から流れてくる音符が鍵盤の中央部分に来たときにタップ（またはコントローラボタン押下）するとベストタイミングになる。音符の後ろに光る線が伸びている場合は線が途切れるまで押し続け、矢印付きの音符の場合はその方向にフリック入力する。10連続で成功すると黄金の音符が現れ、これを成功させると高得点が得られる。
コンボの状態が続くと画面左側のゲージが上昇していき、半分以上まで到達したときに本体をシェイク（またはコントローラボタン押下）すると必殺技が発動し高得点が入る。
画面上側のゲージはゲーム開始時に半分まで満たされており、成功すると増え失敗すると減る。ゲーム終了時にゲージが半分以上であればクリア、未到達ならばゲームオーバーとなる。

## ショパンの復活 音楽を救え！
『ショパンの復活 音楽を救え！』（原題：Frederic: Resurrection of Music）は、iOS、PC、PlayStation Mobile、Wii U、Android、Nintendo Switch向けに発売された。PC版はオンライン2人対戦モード等を追加した「Director's Cut」版が後にリリースされている。また、Nintendo Switch版は唯一日本語に対応している。
フランスのパリで目覚めたショパンは、3人のミューズから空飛ぶ金色の馬車と携帯可能なグランドピアノを受け取る。事態を把握できないショパンは、直後に戦いを挑んできた音楽家のジャンが謎の人物から襲撃を依頼されたとの話を聞き、これを機に馬車で世界各地を巡ることになる。

### 対戦相手（音楽を救え！）
対戦時の楽曲は全てショパンの作品のアレンジ曲が用いられている。
以下の楽曲名はゲーム内の表記に基本的に準ずる。一部楽曲は通称も併記している。
ジャン
楽曲：『プレリュード 作品28第4番 ホ短調』
フランス・パリの音楽家。「世界一偉大な音楽家」を自称し、電子楽器「サイバーバンジョー」を用いてショパンに対決を挑む。
ロブ
楽曲：『ポロネーズ 作品40第1番 イ長調』（軍隊ポロネーズ）
カリブ海の島に住む男。幼少期に、周囲がレゲエをやる中で一人だけピアノでショパンの楽曲を習わされた過去を持ち、ショパンを逆恨みしている。
保安官
楽曲：『ソナタ 第2番 変ロ短調（第3楽章）』（葬送）
カウボーイのような姿をしたメキシコの保安官。平穏な日々が続き仕事がないことから、ショパンをならず者に仕立て上げようとする。
エンエン
楽曲：『ポロネーズ 第6番 変イ長調 作品53』（英雄ポロネーズ）、『ノクターン 作品55第1番 ヘ短調』
アメリカ・ニューヨークの若者。馬車の金色の車輪を強奪し、これを賭けてショパンと対決を行うことになる。
オタク
楽曲：『ワルツ 第19番 イ短調』
日本の東京の少年。繁華街でピアノを演奏していたショパンに近づいた途端、突然狂暴化し襲い掛かる。
ラジャー
楽曲：『エチュード 作品10第3番 ホ長調』（別れの曲）
インド・ムンバイの映画俳優・歌手。自他ともに認めるインドの大スターだが、ショパンの反応が気に食わず、審査員やファンが見守る舞台上で対決する。
スルタン
楽曲：『ノクターン 第20番 嬰ハ短調』
トルコ・イスタンブールの人物。空飛ぶ絨毯に乗り浮遊している。「音楽とは引き裂くもの」と主張し、自身のサックス演奏で街の大橋を破壊している。
ヴァシリー
楽曲：『ノクターン 作品9第2番 変ホ長調』
ロシア・モスクワの老ピアニスト。自身の演奏のリラックス効果で聞く者全てを眠りにいざなうと自負しているが、ショパンがこれに張り合い対決に発展する。
ザ・グースベリーズ
楽曲：『エチュード 作品25第9番 変ト長調』（蝶々）
アイルランドのレプラコーン（妖精）の音楽グループ。国の伝統を守ろうと活動しているが国内でのポーランド人の存在感増加に危機感を抱いており、同じくポーランド人であるショパンの行く手を阻む。
マスターマインドX
楽曲：1戦目『歌曲 作品74第16番 ヘ長調』（リトアニアの歌）、2戦目『エチュード 作品10第12番 ハ短調』（革命のエチュード）
ポーランド・ワルシャワで姿を現す音楽プロデューサー。豊富な財力を元手にミュージシャンたちと契約を結び、社会の害悪となる音楽を提供し続けている。
1戦目の終了後、失っていたハートを取り戻しロックスターのような風貌となったショパンと再戦する。

## ショパンの復活 悪魔の逆襲！
『ショパンの復活 悪魔の逆襲！』（原題：Frederic: Evil Strikes Back または Frederic 2: Evil Strikes Back）は、iOS、PC、Windows Phone、Android、Nintendo Switch向けに発売された。
前作の戦いの後、突然、カマキリのようなガスマスクをかぶった自称「パペットマスター」の女が現れてショパンのハートが奪い取られ、3人のミューズもさらわれてしまう。ショパンはパペットマスターを追うべく、前作の馬車の見た目を変化させた空飛ぶスポーツカーに乗り再び世界を巡る。

### 対戦相手（悪魔の逆襲！）
作品内では、様々なミュージシャンのパロディネタが多く用いられている。
ファルコン (Falcon)
オーストリア・ウィーンの人物。精神分析診断を行うと称してショパンを連行する。愛犬家。
PC英語版の対応実績要素の見出しには、ファルコの楽曲『ロック・ミー・アマデウス』を模したような「Rock me Frederic!」という表記がある。
フレディ (Fred Quid)
イギリス・ウェンブリーの歌手。ライブ会場のウェンブリー・スタジアムでショパンを待ち受ける。
勝負後の別れ際には、クイーンの楽曲名でもある「ショウ・マスト・ゴー・オン」という言葉を口にする。
ヴァンゲロス (Galvangelis)
ギリシャ・アテネの人物。人々の前で終末論を語りながら集金していたところにショパンが現れる。
PC版の対応実績要素の見出しには、ヴァンゲリスのアルバム『1492 コロンブス』収録の楽曲「新大陸発見/コロンブスのテーマ（Conquest Of Paradise）」を模したような「税金の新大陸征服（Conquest of (the tax) paradise）」という表記がある。
ギャラクシー王 (King Galaxy)
アルゼンチン・ブエノスアイレスの人物。実際に王なのかどうかは不明。ヴァンゲロスの旧友。自身の動画を撮影していた屋外の現場にショパンの車が着陸する。
ヴィラン・マイク (Villain Mike)
アメリカ・ロサンゼルスの人物。レコード店で店員を恫喝していたところショパンと出くわす。
対戦中には、マイケル・ジャクソンのようなムーンウォークやゼロ・グラヴィティなどのパフォーマンスを見せる。
キス (HISS)
スウェーデン・ストックホルムの4人組バンド。占い師に扮してショパンの悩みを聞きながら密かに財布を盗む。
キッスのようなフェイスペイントを施した見た目に反して対戦中のBGMは爽やかで、PC版の対応実績要素の文には「デスメタルABBA！」と表記されている。
ジェンギス・ハハハーン (Gengis)
モンゴル・ウランバートルの修理工。車の修理を依頼したショパンに対し、機械仕掛けの馬に乗って勝負を仕掛ける。
サイボーグ (Russian Dancing Cyborg)
ロシア・サンクトペテルブルクのダンス用サイボーグ。とある軍人により遠隔操作され、街中にいたショパンがダンスの実験台となる。
ミレディ・ダダ (Milady Dada)
ポーランド・グディニャで現れるパペットマスター。ミュージシャンたちをサンプリング化し世界の音楽を掌握しようと企む。
PC英語版の対応実績要素の見出しには、レディー・ガガの楽曲『ポーカー・フェイス』の歌詞の一部「p-p-poker face」を模したような「Ma-ma-mantis face!（カ-カ-カマキリの顔！）」という表記がある。
グレート・シンセサイザー (Über Puppet Master)
ミレディの呼びかけによりグディニャの港に停泊していた船から変形した巨大な機械生命体。ミューズの力を得て姿を変えたショパンと最終決戦を行う。

## ショパンの復活 3
『ショパンの復活 3』（原題：Fred3ric）は、Nintendo Switch、PC向けに発売された。
物語は、前作の最終戦の直後から始まる。 グレート・シンセサイザーの残骸の中から現れた機械生命体「イビル・ツァイトガイスト」が時代を遡り、音楽界の偉人たちをサイボーグ化してショパンに差し向ける。

### 対戦相手（3）
対戦時の楽曲は、最終戦を除き対戦相手の作品のアレンジ曲が用いられている。
「ハイパー」・ヨハン・ゼバスティアン・バッハ
楽曲：『G線上のアリア』『トッカータとフーガニ短調』
ルートヴィヒ・ヴァン・「サイボーグ」
楽曲：『交響曲第5番 第1楽章』『交響曲第9番 第4楽章』
エドヴァルド・「サイバー」・グリーグ
楽曲：『ペール・ギュント 第1組曲「朝」』『ペール・ギュント 第1組曲「山の魔王の宮殿にて」』
「バイオニック」・アマデウス・モーツァルト
楽曲：『交響曲第40番 第1楽章』『ピアノソナタ第11番 第3楽章』
セルゲイ・「メガ」・プロコフィエフ
楽曲：『キージェ中尉「トロイカ」』『キージェ中尉「ロマンス」』
エリック・「サイボーグ」・サティ
楽曲：『ジムノペディ 第1番』
ヨハン・「ターボ」・シュトラウス
楽曲：『美しく青きドナウ』
「サイバー」・ヴィヴァルディ
楽曲：『四季 協奏曲第1番ホ長調「春」 第1楽章』『四季 協奏曲第4番ヘ短調「冬」 第2楽章』
イビル・ツァイトガイスト
楽曲：プロコフィエフ『キージェ中尉「ロマンス」』、ベートーヴェン『交響曲第9番 第4楽章』、バッハ『トッカータとフーガニ短調』、サティ『ジムノペディ 第1番』